# Air Bishkek
Air Bishkek (укр. Авіакомпанія «Ейр Бішкек») — колишній авіаперевізник Киргизстану зі штаб-квартирою у Бішкеку. Припинила діяльність у червні 2016
«Air Bishkek» — член Міжнародної організації цивільної авіації (ІКАО). У зв'язку з певними фінансовими труднощами , в лютому 2016 року , авіакомпанія повністю припинила свою роботу. Свідоцтво експлуатанта 1 повітряного судна Airbus a 320 було призупинено.

## Історія

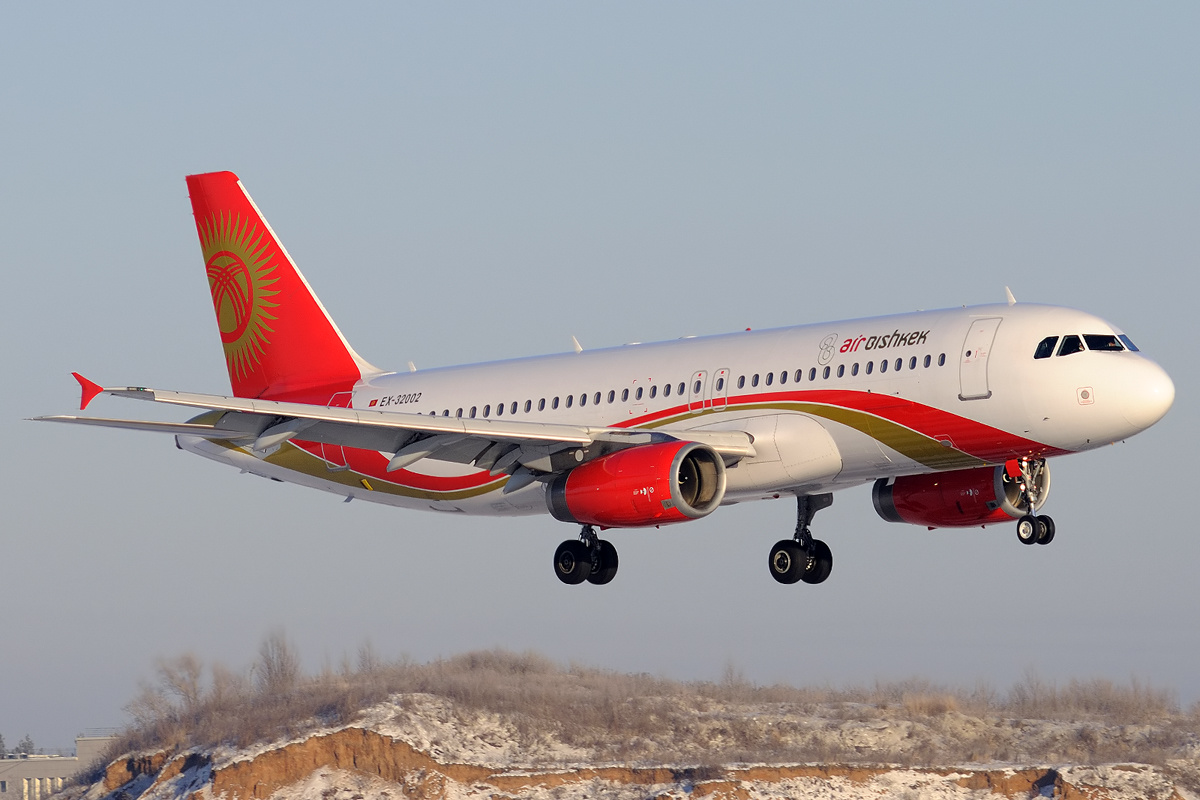
Airbus A320-200

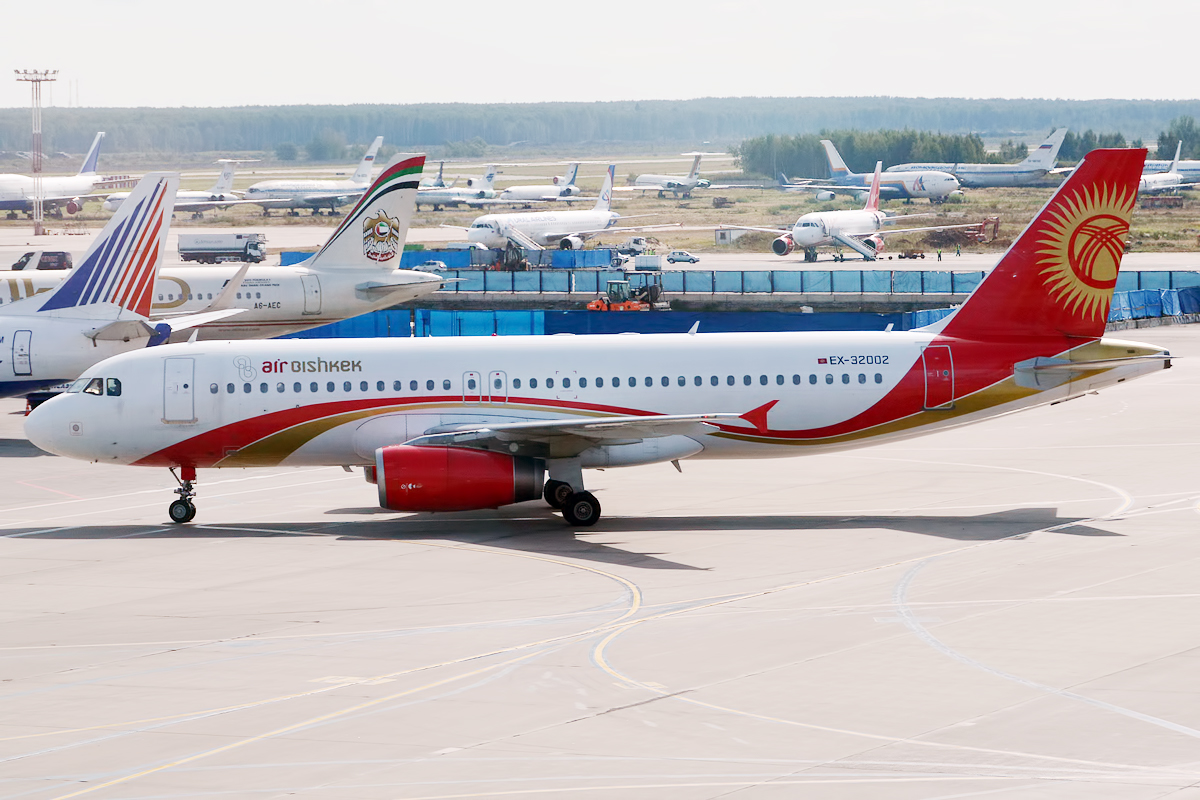

Історія компанії бере початок c 7 лютого 2007 року. У перші роки своєї діяльності авіакомпанія надавала свої літаки в лізинг місцевим авіакомпаніям. 14 вересня 2009 року було відкрито рух за маршрутом Бішкек — Ош — Бішкек.
У минулому компанія іменувалася «Kyrgyz Airways», але у 2011 році була змушена змінити назву, оскільки в Киргизстані існує компанія зі схожою назвою, але на кирилиці — «Кыргыз Эйрвэйс».

## Діяльність

### Бонусна програма
У авіакомпанії діє програма «Белек Бонус», що дозволяє пасажирам накопичувати бали за польоти на рейсах для подальшого обміну на послуги авіакомпанії.

### Бортове видання
Видається повнокольоровий журнал «Air Bishkek».

## Напрямки рейсів
Авіакомпанія здійснює перевезення з Бішкека і Оша в Москву, Новосибірськ, Красноярськ, Іркутськ, Стамбул, Санкт-Петербург, Урумчі, Сургут, Белгород, Єкатеринбург.

## Флот
| Літак           | кількість | Кількість місць | примітки |
| --------------- | --------- | --------------- | -------- |
| Airbus А320-200 | 1         | 180             | ЕХ-32002 |
| Разом:          | 1         |                 |          |

Аеробус а320 з реєстраційним номером ЕХ-32001 з 2014 року експлуатує авіакомпанія YanAir.